# اليمن في العهد العثماني
اليمن تحتَ الحكم العثماني هي الفترة التي بسطت فيها الدولة العثمانية سلطتها على بلاد اليمن وتنقسم إلى فترتين، الأولى وهي فترة إيالة اليمن من عام 1539 وحتى 1634 والفترة الثانية وهي ولاية اليمن من عام 1849 وحتى 1911. كانت سلطة الدولة العثمانية الحقيقية محصورة في زبيد والمخا طيلة فترة وجودها أما المرتفعات الشمالية، فلم تكن مستقرة وتعرض العثمانيون لهجمات متكررة من الأئمة الزيدية والقبائل.

## العهد العثماني الأول(1539-1634)

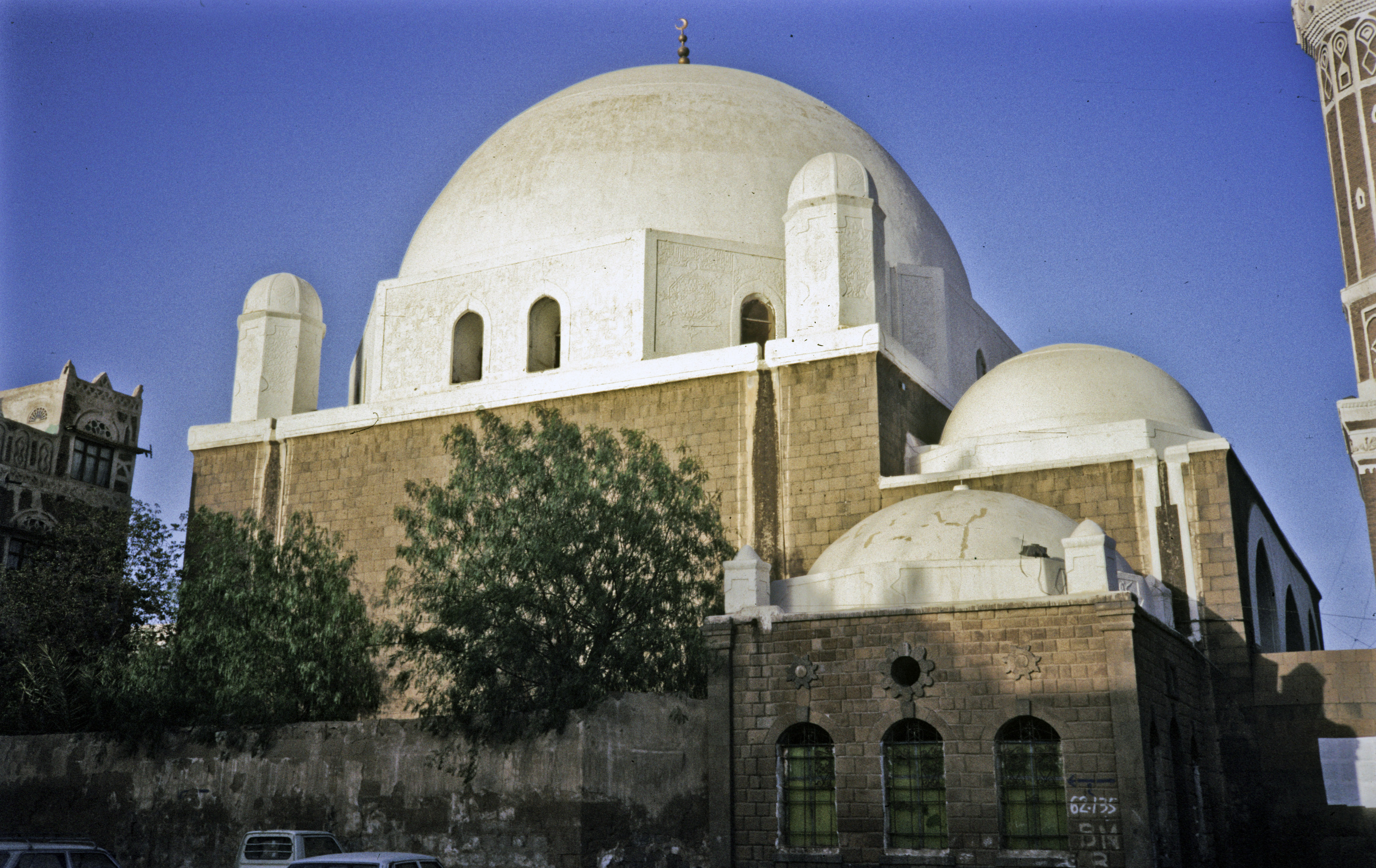
جامع البكيرية بصنعاء بُني عام 1597.

دخلت اليمن مرحلة من الفوضى وغياب السلطة المركزية وبقيت عدن وحيدة بيد الملك عامر بن داوود آخر ملوك الطاهريين. إذ استغلت فصائل جديدة ضعف الطاهريين لإسقاطهم مثل آل كثير الذين سيطروا على الشحر من بني طاهر. واستمرت هجمات البرتغاليين فهاجموا الشحر بحضرموت عام 1528 بقيادة أنتونيو دي ميراندا دي أزفيدو. اقتحم خادم سليمان باشا مدينة عدن عام 1538 وصلب عامر بن داوود وشرع عسكره بنهب المدينة  وقد يكون تجنيا على سليمان باشا كون مصادر التاريخ العثماني في اليمن كانت متحيزة لقائد دون آخر. ولكن كان خادم سليمان باشا مدركًا للحلف الذي أُقيم بين عامر بن داؤود والبرتغاليين  كان خادم سليمان باشا وراء القرار العثماني باحتلال اليمن بعد مصر وقال عن اليمن:
بسطت الدولة العثمانية سلطتها على عدن وسائر تهامة واتُخذ من زبيد مقرًا إداريًا للسلطة العثمانية.
حاول العثمانيون ضم باقي اليمن وخلال الفترة ما بين 1538 و1547 أرسل العثمانيون ثمانين ألف جندي إلى اليمن، بقي منهم سبعة آلاف  كانت سلطة الدولة العثمانية الحقيقية محصورة في زبيد والمخا وعدن طيلة فترة وجودهم ويقول أحمد حلبي، دفتردار مصر خلال تلك الفترة :
أرسل العثمانيون أويس باشا عام 1547 إلى زبيد وكانت المرتفعات الشمالية مستقلة عليها الإمام الزيدي يحيى شرف الدين، وكان الإمام الزيدي قد اختار ابنه علي ليكون إمامًا من بعده وتجاهل ابنه المطهر بن يحيى شرف الدين لأنه أعرج لا يستطيع المشي باستقامة فحزًّ ذلك في نفس المطهر بن يحيى شرف الدين وتوجه إلى زبيد وأبدى استعداده لمعاونة أويس باشا للسيطرة على المرتفعات. وبالفعل اقتحمت قوات أويس باشا وأنصار المطهر بن يحيى شرف الدين تعز وتوجهت شمالًا نحو صنعاء وسيطر عليها عام 1547 وأعطى العثمانيون المطهر بن يحيى شرف الدين لقب بك واعترفوا به إمامًا على عمران وقاعدته ثلا  أُغتيل أويس باشا في زبيد نفس السنة وعاد المطهر بن يحيى شرف الدين إلى صنعاء، فأرسل العثمانيون أزدمر باشا الذي استعاد صنعاء وانسحب المطهر إلى عمران.
عندما توجه أزدمر باشا إلى صنعاء انتهز شيخ قبلي من أبين يدعى علي بن سليمان الفضلي الفرصة فهاجم عدن وأخرج الأتراك وعسكرهم منها ونصَّب نفسه أميرًا عليها، وفعل أمير محلي من زبيد الفعلة ذاتها فأرسل أزدمر باشا قوة إلى زبيد قتلت أمير التمرد، وقتل علي بن سليمان عام 1548  تولى محمود باشا أمور الإيالة وكان ظالمًا قتل كل عسكري من قادته لا يوافقه رأيه، واتخذ لنفسه قصراً في تعز اسمه قصر السعادة كان مقرًا لملوك بني رسول. علم أن في إب حصن اسمه حب يملكه الفقيه علي بن عبد الرحمن النظاري فأراد الإستيلاء عليه طمعًا ولفَّق التهم على النظاري وقتل محمود باشا قادته العسكريين الذين رفضوا الانصياع لأوامره. حاصر حصن حب في إب لثمانية أشهر حتى توسط الأمير الإسماعيلي عبد الله الداعي بينهما، فتعهد محمود باشا بعدم التعرض لعلي بن عبد الرحمن النظاري وأن يعطيه سنجقًا وفق اختياره، فوافق النظاري ولكنه أُغتيل فور دخوله على مخيم محمود باشا  المؤرخ العثماني المقرب من سنان باشا زعم أن هذه الحادثة أفرحت الزيدية لأن الفقيه النظاري كان سنيًا ويكره الإمام المطهر بن يحيى شرف الدين استهتار محمود باشا وعدم مراعاته للتوازن الدقيق للقوى في اليمن، جعل اليمنيين يتناسون خلافاتهم ويتوحدون ضد الأتراك ولي رضوان باشا إيالة اليمن عام 1564م وأصبح محمود باشا حاكمًا لمصر وهو من بنى مسجد المحمودية الذي لا يزال قائمًا في القاهرة.
عندما تولى رضوان باشا أمور الإيالة، أخذ بعرض مساوئ سلفه محمود باشا على الباب العالي في إسطنبول، فبرر محمود باشا اخفاقاته بأن اليمن بلاد واسعة وبحاجة إلى بكلربكيان ولا يكفيها واحد، وأصر محمود باشا على موقفه حتى وافق الباب العالي وأرسلوا مراد باشا ليتولى تهامة وولوا رضوان باشا أمر المرتفعات. وقد قصد محمود باشا النكاية برضوان باشا بهذا التعيين، كون القبائل أشرس وأصعب مراًسا في المرتفعات الشمالية لليمن بالإضافة لكونها مقرًا للأئمة الزيدية  تظاهر المطهر بن يحيى شرف الدين بموالاته لمراد باشا المسيطر على التهائم فتوقف الأخير عن إمداد رضوان باشا المسؤول عن المرتفعات، وتزايدت الخلافات بينهم لدهاء الإمام الزيدي المطهر فعُزل رضوان باشا وعُين حسن باشا بديلًا عنه عام 1567. انتهز المطهر الفرصة ليجتاح صنعاء وساندته قبائل الجوف البدوية وراسل المطهر أمير بعدان فهاجموا القوات العثمانية وحوصر مراد باشا في ذمار. تمكن مراد باشا من الهرب وبقي معه خمسين من المشاة فاعترضته القبائل وجردته وعسكره من ثيابهم وقطعت رؤوسهم وأرسلتها إلى المطهر بن يحيى شرف الدين في صنعاء عام 1567

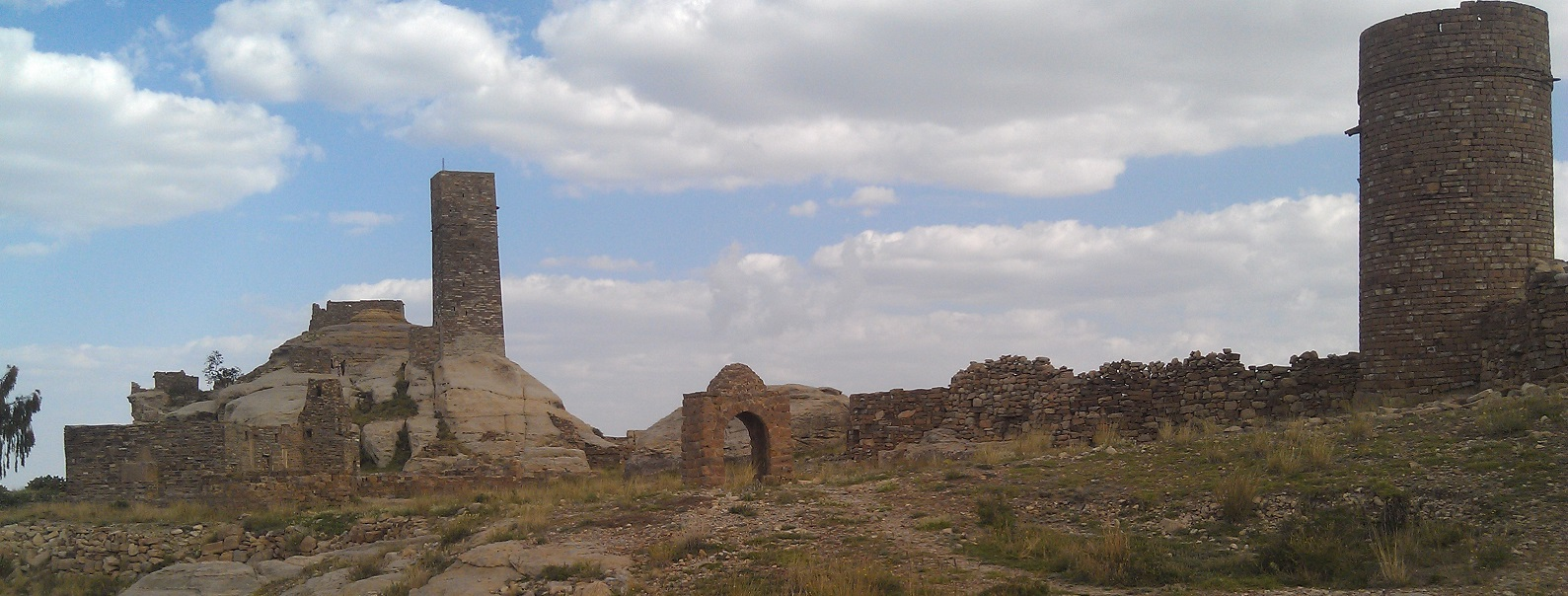
أحد حصون ثلا في عمران حيث تحصن المطهر بن يحيى شرف الدين.

تقدم بدو الجوف نحو تعز ومن ثم عدن وعندما علم سلطان الشحر في حضرموت بقدومهم عدن، قام بإرسال المؤن للعثمانيين فيها كانت حضرموت خاضعة لعدة إمارات صغيرة لم يهتم بها العثمانيون واكتفوا بأمرهم ذكر سلاطين آل عثمان في خطب الجمعة وخشي سلطان الشحر تقدم الزيدية من عدن نحوه. بعد مقتل مراد باشا وفناء غالب الجيش العثماني في اليمن، أمر الباب العالي اللالا مصطفى باشا بالتوجه إلى اليمن، رفض في البداية ولم ينصاع إلا بعد أن رأى غضب السلطان  توجه لالا مصطفى باشا إلى مصر وحاول جمع القوات إلا أن الجيش التركي في مصر رفض التوجه إلى اليمن، فأرسل اللالا مصطفى باشا اثنان من جواويش مصر برسالة يعرضان على المطهر الصلح ويأمرانه بالطاعة بل طالبوه بالاعتذار والقول أنه لم يأمر بأي عمل ضد القوات العثمانية وأن ما حدث صدر عن العربان الجهلة وليس من حضرته الشريفة على حد تعبيرهم  رفض الإمام المطهر وبعث رسالته إلى الباب العالي مع الجاويش مصطفى باشا  أرسل اللالا مصطفى باشا القائد عثمان باشا الذي وصل تعز عام 1569 وحاصر قلعة القاهرة ولم يستطع العسكر العثماني الوصول إليها ولا إصابتها وقطعت عليهم القبائل المؤن وحاصرتهم وتعرض الجيش العثماني لخسائر فادحة  خاض العثمانيون ثمانين معركة مع الزيدية توجت بمقتل مراد باشا قرب ذمار، ولكن كان الأتراك في أوج قوتهم ولم يكونوا على إستعداد لتقبل الهزيمة المهينة بسهولة فأرسلوا قوة جديدة بقيادة سنان باشا، قائد عثماني بارز من أصل ألباني، لإعادة السيطرة العثمانية على اليمن
عزل السلطان سليم الثاني اللالا مصطفى باشا لتقاعسه عن السفر إلى اليمن بنفسه وأمر باعدام عدد من أمراء السناجق في مصر وولى سنان باشا مقاليد الوزارة على أن يتوجه بكامل العسكر التركي في مصر إلى اليمن قدم سنان باشا من مصر ونزل مكة ومر بجيزان وزبيد وهي مناطق كانت لا زالت خاضعة للعثمانيين. وخلص عدن وتعز وإب من أتباع المطهر ثم حاصر شبام كوكبان لسبعة أشهر انتهت بتوقيع هدنة استمر العثمانيون بتعقب الإمام المطهر وأنصاره لا يسيطرون على قرية إلا وتعاود السابقة التمرد من جديد، ولاحظ الأتراك أن القبائل كانت تشعل النيران كلما انسحبت نحو الجبال وذلك لإعلام القبائل الأخرى أنهم لا زالوا أحياء ولم يستطع العثمانيون القضاء على الإمام المطهر توفي الإمام المطهر عام 1572 ولم يتحد الزيدية عقب وفاة إمامهم فتقاتل أبناء المطهر مع الحسن بن علي بن داود فاستغل العسكر الانقسام وتمكن العثمانيون من اقتحام صنعاء وصعدة ونجران عام 1583 بدعم من الإسماعيلية المناهضين للزيود  تحصن الحسن في شهارة وتم اعتقاله عام 1585 وسُجن في صنعاء ثم نُقل إلى تركيا ومات فيها. كان الزيدية هاجس العثمانيين الأكبر في شبه الجزيرة العربية  فكفَّرهم العثمانيين ورموهم بالإلحاد والزندقة وكان السبب سياسيًا فالعثمانيين لم يكفًّروا الإسماعيلية ذلك أنهم كانوا متعاونين معهم ضد الزيدية وكانوا يبررون وجودهم في اليمن بأنه نصرة للإسلام  ولكن الحقيقة أنهم أرادوا التحكم بحركة التجارة عبر البحر الأحمر 

### ثورة الإمام المنصور القاسم

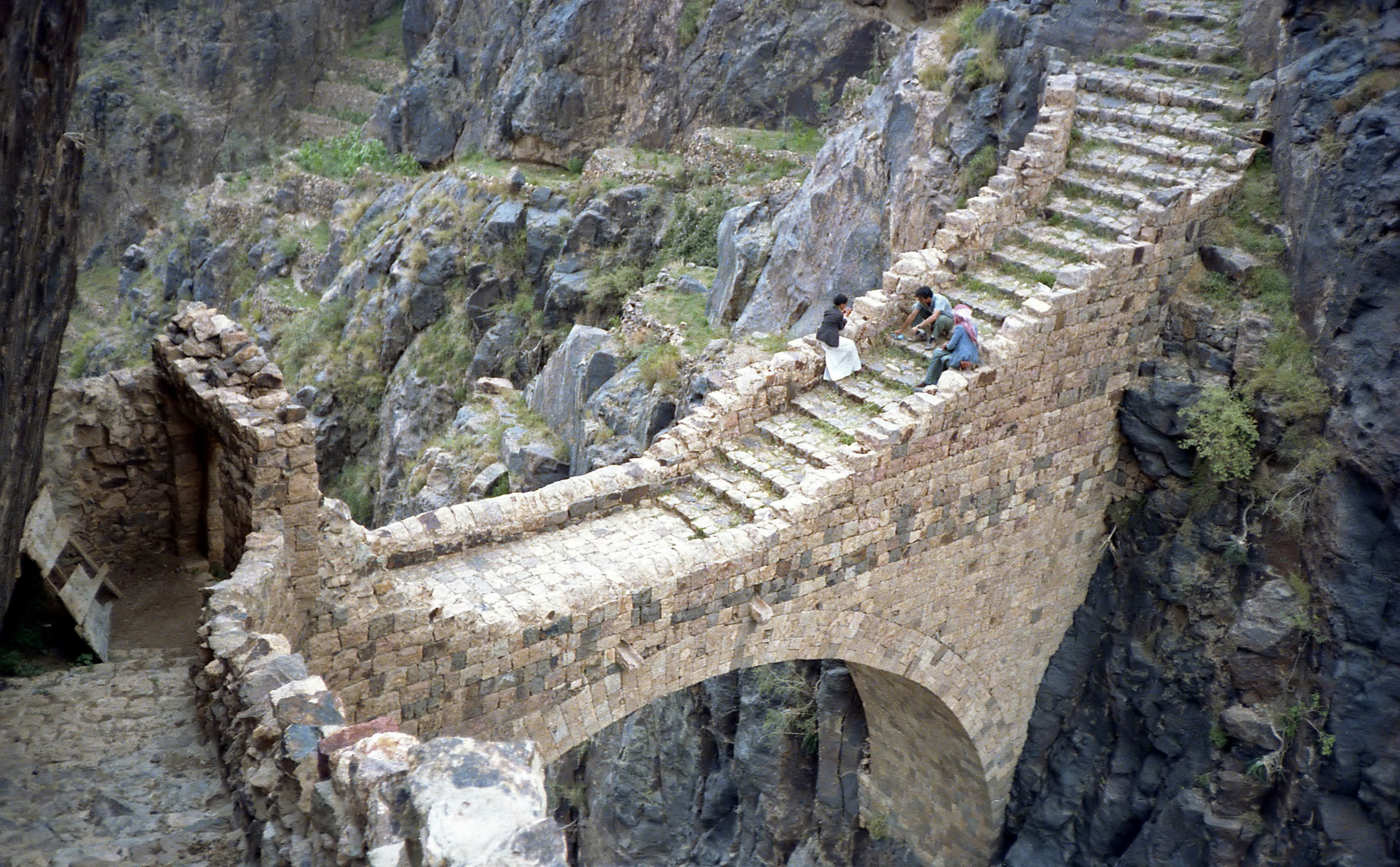
جسر شهارة، أحد حصون الأئمة الزيدية.

لم تكن هناك قيادة سياسية موحدة في المرتفعات عقب اعتقال الإمام الحسن بن علي بن داود ونفيه إلى تركيا، فعرض تلاميذ الفقيه المنصور بالله القاسم عليه الإمامة في صنعاء ولكنه رفض في البداية، ولكن تزايد الترويج للمذهب الحنفي على حساب الزيدية أغضب الإمام المنصور بالله القاسم فتوجه لأرياف صنعاء وبدأ بحشد الأنصار لقتال العثمانيين في سبتمبر 1597 وهو نفس العام الذي افتتحت فيه السلطات العثمانية جامع البكيرية في صنعاء انضمت قبائل همدان وخولان وسنحان والأهنوم لتمرد الإمام المنصور بالله القاسم واستعاد الإمام صعدة وعمران وحجة ما بين عام 1599 ـ 1602 ووقَّع جعفر باشا هدنة لعشر سنوات مع الإمام والاعتراف به إمامًا على المرتفعات عام 1608
شنَّت قبائل خولان هجومًا آخر على العثمانيين عام 1610 كلَّف العثمانيين خسائر كبيرة واستمر القتال حتى عام 1616 عندما عُزل جعفر باشا وعين الحاج محمد باشا واليًا بدلًا عنه  قام محمد باشا بإنشاء سلطة لتلقي الشكاوي أسماها ديوان المظالم عام 1617 ورفض تمديد الهدنة بين العثمانيين والإمام القاسم فاستمر القتال في مايو 1617 واستعاد أمير محلي تسميه المصادر العثمانية بالشرجبي واسمه علي تعز عام 1619 فوقع محمد باشا على هدنة لعشر سنوات مع الإمام المنصور القاسم  توفي الإمام المنصور بالله القاسم في فبراير 1620 وخلفه إبنه المؤيد بالله محمد. استمرت الهدنة حتى العام 1626 عندما استعاد الإمام المؤيد بالله محمد المرتفعات وصبيا وأبو عريش واتفق مع شيخ قبلي من أبين على محاصرة لحج وعدن وبحلول عام 1627 كان معظم اليمن باستثناء الموانئ، قد تخلص من حكم العثمانيين عُزل محمد باشا وعين حيدر باشا بدلًا عنه وقام الأخير باقتراح هدنة جديدة مع الإمام المؤيد بالله لخمسة أشهر، خلال الخمسة أشهر طلب حيدر باشا دعمًا من عبدين باشا المرابط في مدينة سواكن السودانية، فنزل عبدين باشا المخا وحاول استعادة تعز ولكنه هُزم واضطر للتراجع إلى المخا عام 1628
عام 1629، أرسل الباب العالي قانصوه باشا بدلًا عن حيدر باشا، فنزل جيزان ثم زبيد وأعدم عبدين باشا وسجن حيدر باشا حاول قانصوه باشا استعادة تعز ولكنه اضطر للتراجع إلى زبيد ووقع على هدنة جديدة مع الإمام المؤيد عام 1630 تمكن الإمام المؤيد استعادة زبيد عام 1634 وفنى غالب قوات قانصوه باشا وأعطى الإمام المؤيد للعثمانيين فرصة الانسحاب سلميًا من المخا آخر معاقل العثمانيين. والسبب الرئيس لنجاح الإمام المؤيد كان تعلُّم القبائل استخدام الأسلحة النارية ووحدتها خلف بيت القاسم إذ تمكن المؤيد من إقناع القبائل أنه وأسرته الذين يستحقون الإمامة  ويعد والده الإمام المنصور القاسم مؤسس ما عُرف بـ«الدولة القاسمية» ويمكن اعتبارها أقوى دول الإمامة الزيدية  قام الإمام المؤيد باتلاف التبغ الذي دخل اليمن عام 1603 ولكنه لم ينجح في منعه تمامًا وترك عدة مؤلفات عن تفسيراته للشريعة الإسلامية ولكنه تراجع عن محاولة فرض بعض رؤاه خوفًا من تأليب القبائل ضده ووزع البقية من الجنود الأتراك في الأرياف لمساعدة المزارعين. والحقيقة أن المشاة في قوات قانصوه باشا لم يكونوا من الأتراك بل من الفلاحين المصريين 
في مارس 1632، أرسل الإمام المؤيد بالله جيشًا للسيطرة على مكة، قتل الجيش المكون من ألف مقاتل شريف مكة واقتحموا المدينة ونسب العثمانيون لهم عدد من الفظائع. لم يكن الأتراك مستعدين لخسارة مكة المكرمة بعد اليمن فأرسلوا قوة كبير من مصر لتخليص مكة من الزيدية. انسحب الزيدية أو العربان وفقًا للعثمانيين ناحية وادي فاطمة للفارق العددي بينهم وبين جيش الأتراك. توجه الأتراك نحو الآبار التي تزود اليمنيين بالمياه وغمروها، كانت خطة ناجحة فقد خلالها جيش الإمام المؤيد مئتي مقاتل من العطش. استسلم الزيدية في النهاية ووافق خليل باشا على عودتهم إلى اليمن ولكنه أعدم أربعة من قادة الجيش.

## العهد العثماني الثاني (1849-1918)

### عودة العثمانيين

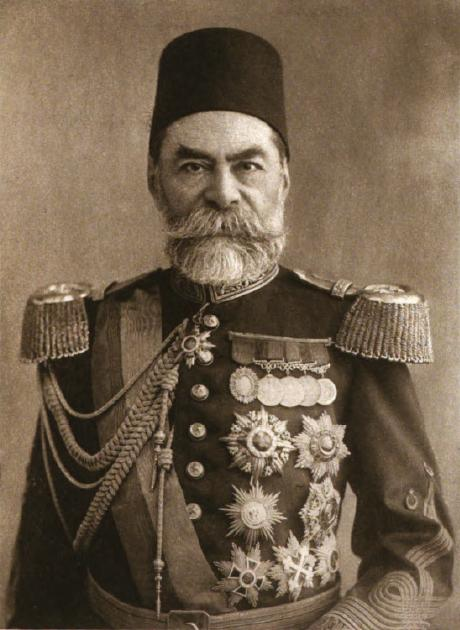
والي اليمن أحمد مختار باشا.

عاد العثمانيون من جديد وسقط ما تبقى من الدولة القاسمية عام 1849 وأسسوا ولاية اليمن عام 1872 والتي ضمَّت نفس مناطق إيالة اليمن السابقة باستثناء المناطق الجنوبية. حاول العثمانيون ضم صنعاء للمرة الأولى عام 1849 ولكنهم تعرضوا لخسائر فادحة وخسروا 1500 جندي خلال المحاولة الفاشلة والحقيقة أن العثمانيين سيطروا على مدن في تهامة وطلب تجار من صنعاء منهم السيطرة على المدينة، والسبب في ذلك كان يأسهم من قدرة مشايخ القبائل والأئمة الزيدية على فرض الأمن فرأى أولئك التجار في العثمانيين طرفًا محايدًا لفرض الأمن بين تلك القبائل والأئمة المتنازعين، بالإضافة لإدراكهم أن العثمانيين سيصبحون زبائنهم ما استتب الأمن في البلاد.
مثل دخولهم الأول، سيطر العثمانيون على تهامة أولًا وتعلموا من تجربتهم السابقة فعملوا على ما أسموه تطوير اليمن  فأدخلوا المطابع وبنوا المدارس بل عملوا على علمنة المجتمع اليمني وإزالة الطبقية الاجتماعية السائدة وحاولوا عزل القوى التقليدية المهيمنة المتمثلة بمشايخ القبائل والأئمة الزيدية خلال عملية العلمنة ومحاولة الأتراك تعريف السكان بمفاهيم المواطنة - التنظيمات العثمانية كانت مبنية على أسس أوروبية -، بدأ يهود اليمن بتعريف أنفسهم بحيثيات قومية يمانية وإعادة صياغة العلاقة التي تجمعهم بالمسلمين ومسائلة الواقع المفروض عليهم مثل عدم قدرتهم على بناء بيوت تتجاوز الطابقين وحرمانهم من الخدمة المدنية والعسكرية وحصر دورهم في المجتمع كحدادين وصاغة ذهب وصناع خناجر. وعاقب العثمانيون من يرمي اليهود بالحجارة أو يشدهم من أزلافهم في الشارع.
كان العثمانيون يسيطرون على المدن الرئيسية ولم يستطيعوا إحكام سيطرتهم على الأرياف حيث القبائل. اقترح أحمد عزت باشا العودة إلى تهامة وعدم التوغل في المرتفعات، ولعب دور الوسيط بين القبائل عوضًا عن إنهاك العسكر في معارك مستمرة غير مجدية ضدهم حاول العثمانيون قدر استطاعتهم إصلاح الأراضي الزراعية المهملة وتهيئتها للاستفادة القصوى المرجوة منها، وسامحوا القبائل على تمرداتهم المتواصلة وحاولوا تمدينهم وإخراطهم في أجهزة الدولة مثل الشرطة وجمع الضرائب ولكن ترتيب قبائل المرتفعات واستحالة إرضاء شيخ قبيلة دون تنفير الآخر، أفشل خطط العثمانيين. لذلك، فإن جشع الزعامات القبلية والصراعات بين الأئمة هي المسؤول عن فشل المخطط العثماني. ولكن مصادر أخرى تشير إلى فساد المسؤولين الصغار وقبولهم الرشوة وتخزينهم للضرائب وادعائهم عدم استلامها، والسبب في ذلك هو أن معظم المسؤولين العثمانيين كانوا يتحاشون الذهاب إلى اليمن فأسوأ جنرالات الأتراك تم إرسالهم إلى البلاد، وذلك وفقًا للوالي محمد توفيق باشا (1904-1906) الذي كان منزعجًا من تفشي الفساد وسط الإدارة العثمانية في اليمن.
السبب وراء جهود العثمانيين كان ضمان ولاء القبائل ضد الإنجليز لأن كلا الطرفين كان يحاول استمالة مشايخ القبائل إلى جانبه ودعمه ليخوض حروبًا بالوكالة ضد الآخر. إدوارد جلازر على سبيل المثال، عالم الآثار النمساوي الذي كان من أوائل المنقبين عن تاريخ اليمن القديم، اقترح على العثمانيين إعادة بناء سد مأرب القديم وذكر أنه سيساعد في توطين القبائل البدوية في مأرب ودفعهم إلى ممارسة الزراعة عوضًا عن تفريغ طاقاتهم ضد العثمانيين، خطوة كهذه وفقًا لغلازر لن تكون مكلفة لأن أساس السد القديم لا يزال قائمًا ومن شأنها أن تضمن ولاء قبائل بدوية محايدة وليست في طرف الأئمة الزيدية. واقترح اقتراحًا مماثلًا بالنسبة لقبائل نجران كونهم إسماعيليون ويخالفون الزيدية. ولكن لم يكتب لأي من تلك الخطط النجاح فقد تمكنت القبائل الزيدية من إشغال العثمانيين وأفشلوا كل المخططات العثمانية لإخضاعهم في الفترة ما بين 1904 ـ 1911 بلغت خسائر العثمانيين عشرة آلاف جندي وخمسمائة ألف جنيه استرليني في العام الواحد كان سكان المدن في اليمن يؤيدون العثمانيين ولكن اضطرت الدولة للاستسلام للإمام يحيى في النهاية عام 1911 لأن مشايخ القبائل في المرتفعات الشمالية كانوا يهاجمون الأتراك باستمرار. كانت الاتفاقية بين الأتراك والإمام يحيى هدنة ولم يرحلوا بالكلية بعد ولكن كان الإمام يحيى حميد الدين يحكم المرتفعات الشمالية فعليًا. نصَّت الإتفاقية على أن يحكم الإمام المرتفعات الشمالية/الزيدية حكمًا ذاتيًا ويبقى الأتراك في المناطق الشافعية أي المناطق الوسطى من الجمهورية اليوم. وبقيت عدن محكومة من الإمبراطورية البريطانية.

### التقسيم الإداري
كانت المخاليف (جمع مخلاف) هي الوحدة الإدارية في اليمن حتى عاد نفوذ الدولة العثمانية للمرة الأخيرة، وذلك في أعقاب استيلاء البريطانيين على عدن، فقسمت ما كانت تحكمه من اليمن (ولاية اليمن) إلى أربعة ألوية (جمع لواء)، وهي:
1. لواء صنعاء ومخاليفه:
  - ومركزه مدينة صنعاء، ويشمل إلى جانب قضاء صنعاء أقضية:
    - قضاء حراز - قضاء كوكبان - قضاء آنس - قضاء حجة - قضاء ذمار -قضاء يريم - قضاء رداع - قضاء عمران.
2. لواء عسير ومخاليفه:
  - ومركزه مدينة أبها ويشمل أقضية:
    - قضاء محايل - قضاء رجال ألمع - قضاء بني شهر - قضاء غامد - قضاء صبيا - قضاء القنفذة
3. لواء الحديدة ومخاليفه:
  - ومركزه مدينة الحديدة ويشمل ثمانية أقضية:
    - قضاء زبيد - قضاء اللحية - قضاء الزيدية - قضاء جبل ريمة - قضاء حجور - قضاء بيت الفقيه - قضاء باجل - قضاء أبو عريش (جيزان ونواحيها).
4. لواء تعز ومخاليفه:
  - ومركزه مدينة تعز وكان يضم خمسة أقضية إلى جانب قضاء تعز:
    - قضاء إب - قضاء العدين - قضاء قعطبة - قضاء الحجرية - قضاء المخا

حيث أن القضاء الواحد يشمل عادة على ناحيتين أو ثلاث، وتتكون الناحية من عدة عزل، وتختلف من حيث كثرتها من ناحية إلى أخرى.
وتتكون العزلة من عدد غير محدود من القرى. وكان يسمى الحاكم العثماني في اليمن والي، ومقر حكمه ولاية، وكان يسمى حاكم اللواء متصرف وحاكم القضاء قائم مقام.

## قائمة الحكام
| م                            | الحاكم                         | الفترة                      |
| إيالة اليمن (الفترة الأولى)  | إيالة اليمن (الفترة الأولى)    | إيالة اليمن (الفترة الأولى) |
| ---------------------------- | ------------------------------ | --------------------------- |
| 1                            | أوزديمير باشا                  | 1549 – 1554                 |
| 2                            | كارا شاهين مصطفى باشا          | 1556 - 1560                 |
| 3                            | محمود باشا                     | 1561 – 1565                 |
| 4                            | رضوان باشا                     | 1565 – 1567                 |
| 5                            | عثمان بن أوزديمير باشا         | 1569 – 1573                 |
| 6                            | مراد باشا                      | 1576 – 1580                 |
| 7                            | حسن باشا                       | 1580 – 1604                 |
| 8                            | جعفر باشا                      | 1607 – 1616                 |
| 9                            | محمد باشا                      | 1616 – 1621                 |
| 10                           | أحمد فضلي باشا                 | 1622 – 1624                 |
| 11                           | حيدر باشا                      | 1624 – 1629                 |
| 12                           | أيدن باشا                      | 1628 – 1630                 |
| 13                           | قانسوه باشا                    | 1629 – 1635                 |
| إيالة اليمن (الفترة الثانية) |                                |                             |
| 14                           | مصطفى صبري باشا                | مايو 1850 - مارس 1851       |
| 15                           | محمد سري باشا                  | مارس 1851 - أكتوبر 1851     |
| 16                           | مصطفى باشا                     | أكتوبر 1851 - مايو 1852     |
| 17                           | محمد باشا الكردي               | مايو 1852 - مايو 1856       |
| 18                           | أحمد باشا (المرة الأولى)       | مايو 1856 - ديسمبر 1862     |
| 19                           | علي ياور باشا                  | ديسمبر 1862 - أغسطس 1864    |
| 20                           | أحمد باشا (المرة الثانية)      | أغسطس 1864 - فبراير 1867    |
| 21                           | علي باشا الحلبي                | مارس 1869 - مايو 1871       |
| 22                           | محمد رديف باشا                 | مايو 1871 - أغسطس 1871      |
| ولاية اليمن                  |                                |                             |
| 23                           | أحمد مختار باشا                | سبتمبر 1871 - مايو 1873     |
| 24                           | أحمد أيوب باشا                 | مايو 1873 - أبريل 1875      |
| 25                           | مصطفى عاصم باشا                | أبريل 1875 - أبريل 1879     |
| 26                           | إسماعيل حقي باشا               | ديسمبر 1879 - ديسمبر 1882   |
| 27                           | محمد عزت باشا                  | ديسمبر 1882 - ديسمبر 1884   |
| 28                           | أحمد فيضي باشا (المرة الأولى)  | ديسمبر 1884 - ديسمبر 1886   |
| 29                           | أحمد عزيز باشا                 | ديسمبر 1886 - ديسمبر 1887   |
| 30                           | عثمان نوري باشا (الأعرج)       | ديسمبر 1887 – يونيو 1889    |
| 31                           | عثمان نوري باشا                | يونيو 1889 - مايو 1890      |
| 32                           | إسماعيل حقي باشا               | مايو 1890 - أبريل 1891      |
| 33                           | حسن أديب باشا                  | أبريل 1891 - ديسمبر 1891    |
| 34                           | أحمد فيضي باشا (المرة الثانية) | ديسمبر 1891 - مايو 1898     |
| 35                           | حسين حلمي باشا                 | مايو 1898 - أكتوبر 1902     |
| 36                           | عبد الله رشيد باشا             | أكتوبر 1902 - أغسطس 1904    |
| 37                           | محمد توفيق باشا                | أغسطس 1904 - أغسطس 1905     |
| 38                           | أحمد فيضي باشا (المرة الثالثة) | أغسطس 1905 - أكتوبر 1908    |
| 39                           | حسن تحسين باشا                 | أكتوبر 1908 - يناير 1910    |
| 40                           | كامل بك                        | يناير 1910 - أبريل 1910     |
| 41                           | محمد علي باشا                  | أبريل 1910 - نوفمبر 1911    |
| 42                           | محمود باشا                     | نوفمبر 1911 - ديسمبر 1918   |